# Evaniocis
Evaniocis är ett släkte av skalbaggar. Evaniocis ingår i familjen vivlar.
Kladogram enligt Catalogue of Life:
| Evaniocis | \| \| Evaniocis albicans \| \| \| \| \| \| Evaniocis ellipticus \| \| \| \| |
|           | \| \| Evaniocis albicans \| \| \| \| \| \| Evaniocis ellipticus \| \| \| \| |
|           | Evaniocis albicans                                                          |
|           |                                                                             |
|           | Evaniocis ellipticus                                                        |
|           |                                                                             |